# Achéron (Q150)
Pour les articles homonymes, voir Achéron (homonymie).
L'Achéron est un sous-marin français de la classe 1 500 tonnes. Lancé en 1929, il appartient à la série M6.

## Histoire

### Développement
L'Achéron fait partie d'une série assez homogène de 31 sous-marins océaniques de grande patrouille, aussi dénommés 1 500 tonnes en raison de leur déplacement. Tous sont entrés en service entre 1931 (Redoutable) et 1939 (Sidi-Ferruch).
Longs de 92,30 mètres et larges de 8,10, ils ont un tirant d'eau de 4,40 mètres et peuvent plonger jusqu'à 80 mètres. Ils déplacent en surface 1 572 tonnes et en plongée 2 082 tonnes. Propulsés en surface par deux moteurs diesel d'une puissance totale de 6 000 chevaux, leur vitesse maximum est de 18,6 nœuds. En plongée, la propulsion électrique de 2 250 chevaux leur permet d'atteindre 10 nœuds. Appelés aussi « sous-marins de grande croisière », leur rayon d'action en surface est de 10 000 nautiques à 10 nœuds et en plongée de 100 nautiques à 5 nœuds.
Mis en chantier le 24 septembre 1927 avec le numéro de coque Q150, l'Achéron est lancé le 6 août 1929 et mis en service le 22 février 1932.

### Seconde Guerre mondiale
Il est affecté, au début de la Seconde Guerre mondiale, à la 3e division de sous-marins, basée à Toulon, qu'il forme avec le Protée, le Fresnel et l'Actéon. En décembre 1939, il est envoyé à la recherche du cargo ravitailleur allemand Altmark (10 000 tonneaux) au centre de l'Atlantique avec le Fresnel, le Redoutable et Le Héros. Au début de février 1940, la 3e DSM est brièvement transférée à Casablanca pour surveiller les Canaries, où se trouvent quelques cargos allemands. La division est affectée au théâtre méditerranéen le 12 avril, d'abord à Bizerte puis, le Fresnel excepté, à Beyrouth, sous l'autorité du commandant en chef britannique à Alexandrie. L'Achéron patrouille dans les atterrages de Beyrouth, où il rentre le 25 juin, avec l'entrée en vigueur de l'armistice. L'Actéon et l'Achéron quittent Beyrouth le 16 octobre pour entrer en gardiennage à Toulon.
Le sous-marin est toujours dans cette situation lorsque les Allemands pénètrent dans Toulon le 27 novembre et le sous-marin se saborde avec la flotte française dans le bassin 3 Vauban. Sa poupe gênant la fermeture du bassin pour le renflouement, elle est découpée par des scaphandriers. Il est renfloué en juillet en vue de son découpage puis est définitivement coulé par un bombardement américain le 24 novembre 1943.